# Иван Оклобжио
Иван Дмитриевич Оклобжио (на руски: Иван Дмитриевич Оклобжио) е руски офицер, генерал-лейтенант. Участник в Руско-турската война (1877-1878).

## Биография
Иван Оклобжио е роден през 1821 г. в Италия в семейството на сръбски емигрант от Хърватия. Учи в Лицея на град Задар. Завършва Юридическия факултет на университета в Падуа.
Посвещава се на военното поприще и служи в армията на Австро-Унгария.
От 1846 г. постъпва в Руската армия с първо офицерско звание подпоручик в Егерския полк.
Участва в Кавказката война. За командирско умение и храброст в боя при Наиб Тенгин е награден с Орден „Свети Георги“ IV ст.
Отличава се в Кримската война (1853-1856). Командир на Брянския егерски полк. За битката при Баяндур е награден със златно оръжие „За Храброст“. Участва в битката за Силистра. Като командир на Смоленския резервен полк се бие храбро при обсадата на Севастопол.
След края на войната последователно е командир на Белостокския пехотен полк (1859), войските на Кутаиси (1863-1874), и 41-ва пехотна дивизия (1874). Повишен е във военно звание генерал-майор от 1862 г. и генерал-лейтенант от 1874 г.
Участва в Руско-турската война (1877-1878). Назначен е за командир на Рионския отряд на Кавказкия фронт от 24 126 офицери и войници и 96 оръдия. Участва в тежките боеве при Муха-Естат, Хуцубанските височини, Самеба и Цихдзинската позиция.
Генерал-лейтенант Иван Оклобжио е от руските командири, които изнасят тежестта на войната на трудните и необходими участъци, далеч от славата на гръмките победи в най-известните битки. Награден е с Орден „Свети Владимир“ II ст.
След края на войната командва войските в Приронския край. Умира внезапно в Тифлис на 59-годишна възраст през 1880 г.